# 九州カリーナ
九州カリーナ（きゅうしゅうカリーナ、英: KYUSHU CARINA）は、Tリーグに所属し、福岡県福岡市を本拠地とする卓球のクラブチームである。

## 概要
2021年4月、「九州アスティーダ」として、卓球のTリーグに4季目からの参入を表明し、福岡市を拠点としながら「ONE九州」を掲げ、九州・沖縄地方の各地でホーム試合を行ってきたが、2025年5月、チーム名を「九州カリーナ」に改称した。
チーム名の「カリーナ（Carina）」は、南の空に輝く星座であり、「船の竜骨」を意味する言葉でもある。この名称には、九州という地域に深く根を張りながら、仲間と共に強くしなやかに進んでいくという決意、そして地域の皆さまの希望の星となれるような存在でありたいという願いが込められている。

## 沿革
- 2021年4月、4季目からの女子Tリーグへの参入を表明した[2]。
- 2025年5月2日、チームブランドのさらなる成長と地域密着型の運営強化を目的とし、チーム名を「九州アスティーダ」から「九州カリーナ」に改称した。

## 選手とスタッフ（作成中）

### 選手
| 背番号           | 国       | 選手名     | ランク | 戦型                 | 備考 |
| #0               | 日本の旗 | 青井さくら | ☆      | 右シェークドライブ型 |      |
| #25              | 日本の旗 | 野村萌     | ☆      | 右シェーク異質攻撃型 |      |
| #33              | 日本の旗 | 栗山優菜   | ☆      | 左シェークドライブ型 |      |
| #38              | 日本の旗 | 山室早矢   | ☆2     | 右シェークカット型   |      |
| #58              | 日本の旗 | 小林りんご | ☆      | 右シェークカット型   |      |
| #85              | 日本の旗 | 中森帆南   | ☆      | 右シェーク異質攻撃型 |      |
| #88              | 日本の旗 | 枝廣瞳     | ☆      | 右シェークドライブ型 |      |
| 2025-26 シーズン |          |            |        |                      |      |

### スタッフ
| 役職             | 氏名     | 備考 |
| 監督             | 増田秀文 |      |
| コーチ           | 軽部隆介 |      |
| コーチ           | 軽部優   |      |
| 2024-25 シーズン |          |      |

### 歴代監督
| 役職 | 氏名     | 在籍年 |
| 監督 | 川面創   | 2021-  |
| 監督 | 増田秀文 | 2023-  |

## 成績
| チーム名         | シーズン | 試合数 | 勝利数 | 敗戦数 | 獲得 マッチ | 喪失 マッチ | 得失 マッチ | 勝ち点 | シーズン順位 | プレーオフ |
| 九州アスティーダ | 2021-22  | 20     | 9      | 11     | 40          | 48          | −8          | 30     | 3位          | SF敗退     |
| 九州アスティーダ | 2022-23  | 20     | 5      | 15     | 32          | 54          | −22         | 18     | 5位          |            |
| 九州アスティーダ | 2023-24  | 20     | 4      | 16     | 23          | 62          | −39         | 15     | 5位          |            |
| 九州アスティーダ | 2024-25  | 25     | 5      | 20     | 28          | 77          | −49         | 14     | 5位          |            |
| 九州カリーナ     | 2025-26  |        |        |        |             |             |             |        |              |            |

## 歴代選手
- 佐藤瞳：2021年 - 2022年
- 橋本帆乃香：2021年 - 2022年
- 横井咲桜：2021年 - 2022年
- 加藤美優：2022年 - 2023年
- ニーナ・ミッテルハム：2022年 - 2023年
- 田口瑛美子：2023年 - 2024年
- 牛嶋星羅：2022年 - 2025年